# Черният котарак
Черният котарак (на английски: The Black Cat) е разказ, написан от американския писател и поет Едгар Алън По. За пръв път е публикувана на 19 август 1843 г. в „Saturday Evening Post“. Творбата представлява изследване на психологията на вината и е често свързана с друг разказ на По – „Издайническото сърце“. И в двете творби убиец умело прикрива следите от своето престъпление и се смята за недосегаем, но впоследствие се разпада под бремето на вината и се разкрива на властите.

## Анализ
Главният герой в разказа, както и този в „Издайническото сърце“, има нестабилен разсъдък. В началото на историята самият герой казва, че само луд би могъл да разчита, че някой ще повярва на разказа му, което донякъде потвърждава, че той самият се смята за умствено нестабилен.
Това е един от най-мрачните разкази на Едгар По, в която той самият показва силното си отричане на алкохола. Действията на главния герой са подбудени от неговия алкохолизъм – болест и враг, който унищожава неговата личност. Използването на черната котка намеква за няколко суеверия, включително идеята, изказана от жената на главния герой, че те, черните котки, всички са прикрити вещици. Котката в разказа се нарича Плутон на името на римския бог на отвъдния свят.

### Тематика
- Двойник – вижте също „Уилям Уилсън“
- Вина – вижте също „Издайническото сърце“